# 克氏低線鱲
克氏低線鱲（学名：Raiamas christyi），又稱克氏馬口波魚，為輻鰭魚綱鯉形目鯉科的其中一個種。

## 分布
本魚分布於非洲剛果河流域。

## 特徵
本魚身體修長，背部呈深綠色，側腹呈銀藍色，腹部銀白色，大約有12條清晰的藍色細紋直穿魚體。有後位的三角形背鰭和臀鰭，腹鰭長在魚體中部。體長可達18公分。

## 生態
本魚棲息淡水的溪流中，屬雜食性，性情溫和，游速快，喜群游，以浮游植物、小型甲殼動物、昆蟲等為食。

## 經濟利用
可作為觀賞魚。